# Anahuacallimuseum

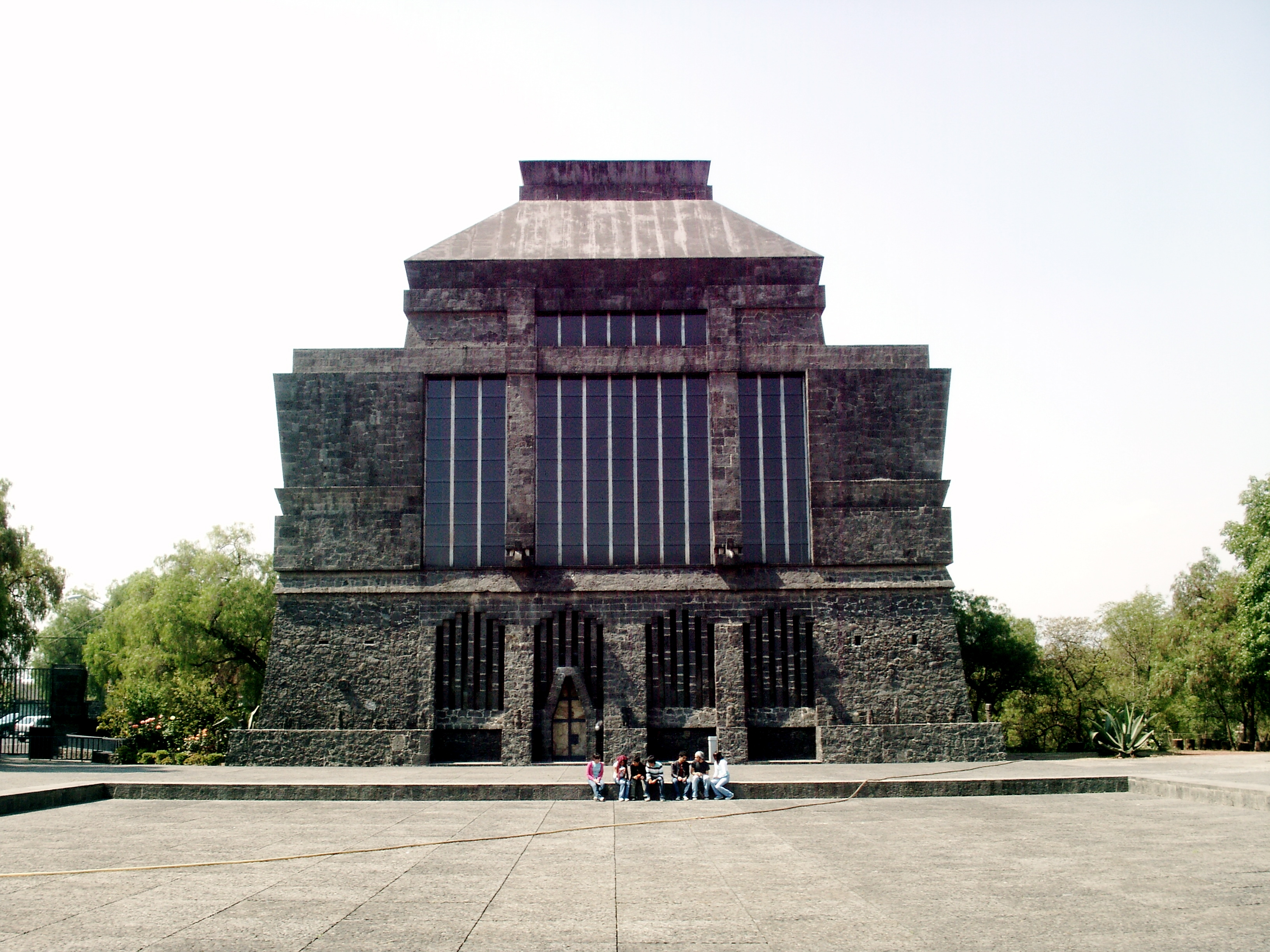
Het Anahuacallimuseum

Het Anahuacallimuseum (Spaans: Museo Diego Rivera Anahuacalli) is een museum gelegen in het district Coyoacán in Mexico-Stad. Anahuacalli betekent 'huis van Anáhuac' in het Nahuatl.
Het museum was een idee van Diego Rivera, die het ook heeft ontworpen. Rivera was geïnteresseerd in de precolumbiaanse geschiedenis van Mexico. Hij had bijna 60.000 precolumbiaanse artefacten verzameld, en liet het museum bouwen om deze tentoon te stellen. Na Rivera's dood is de bouw voortgezet door Juan O'Gorman, Heriberto Pagelson en Rivera's dochter Ruth Rivera.